# 吉田守孝
吉田 守孝 (よしだ もりたか、1957年7月12日 - ) は、日本の自動車エンジニア、実業家。アイシン代表取締役社長、名古屋グランパスエイト取締役会長。トヨタ自動車執行役員副社長、豊田中央研究所代表取締役会長、ダイハツ工業取締役新興国小型車カンパニーChairman、レクサスのチーフエンジニアなどを歴任。

## 人物・経歴
東海高等学校を経て、1980年名古屋大学工学部機械科を卒業して、トヨタ自動車工業（現トヨタ自動車）に入社。後年東海高等学校同窓会長も務めた。80年入社組は「豊作」と称され、同期入社に宮内一公トヨタ自動車東日本代表取締役社長などがいる。
初代レクサス・LSやレクサス・SCのサスペンション、ステアリングの設計を担当したのち1993年から第1開発センター主担当員、同センター主査を務めトヨタ・クラウン、レクサス・GS、レクサス・LS等の企画開発に従事。2003年に同センターチーフエンジニアを経て、レクサスセンターチーフエンジニアに就任し、レクサス・LSの企画統括となる。
BR（Business Reform）システム技術企画室長、制御システム統括部長を経て、2009年トヨタ自動車常務役員・トヨタ第1開発センター長に就任。2014年から専務役員。
2018年副社長に就任。Mid-size Vehicle Company President及びTNGA推進部統括を務め、新設計の開発にあたる。ダイハツ工業取締役兼務。
2019年MS統括部部長兼務。同年クルマ開発センターセンター長兼務。
2020年モノづくり開発センターセンター長、新興国小型車カンパニーChairman、ダイハツ工業取締役新興国小型車カンパニー Chairman兼務。同年豊田中央研究所代表取締役会長。
2021年アイシン代表取締役社長に就任し、豊田中央研究所代表取締役会長を退任、豊田中央研究所取締役、アドヴィックス取締役、名古屋フィルハーモニー交響楽団諮問委員。2022年エクセディ取締役。2023年名古屋グランパスエイト取締役会長。